# Bangassé (Kaya)
Pour les articles homonymes, voir Bangassé.
Ne doit pas être confondu avec Bangassi ou Bangassou.
Bangassé est une localité située dans le département de Kaya de la province du Sanmatenga dans la région Centre-Nord au Burkina Faso.

## Géographie
Bangassé est situé à 4 km à l'ouest de Kalambaogo et à 10 km au nord du centre de Kaya, la principale ville de la région. Le village est à 6 km à l'est de la route nationale 15 reliant à Kaya à Kongoussi.

## Éducation et santé
Le centre de soins le plus proche de Bangassé est le centre de santé et de promotion sociale (CSPS) de Kalambaogo tandis que le centre hospitalier régional (CHR) se trouve à Kaya.
Bangassé possède une école primaire publique.